# Margaret Eva Rayner
 Margaret Eva Rayner  CBE (* 21. August 1929 in Tamworth, England; † 31. Mai 2019 in Oxford, England) war eine britische Mathematikerin und Hochschullehrerin.

## Leben und Werk
Rayner wurde als Tochter von Ridgway Rayner und seiner Frau Fanny Kate Winnall in eine Bauernfamilie geboren. Ihre Tante, die Schulleiterin einer Dorfschule war, unterstützte sie dabei eine qualitativ hochwertige Ausbildung zu erhalten. Sie wuchs auf der Six Bells Milchfarm in Alcester, Warwickshire, auf und besuchte die King's High School für Mädchen in Warwick, wo sie 1947 Präfektin war. Sie studierte am Westfield College der University of London Mathematik und wollte Mathematiklehrerin werden. Sie blieb nach ihrem ersten Abschluss am Westfield College und machte einen Master-Abschluss.  1953 erhielt sie eine Stellung am St Hilda’s College in Oxford und promovierte an der University of Oxford. 1960 wurde sie Fellow und Tutorin am St. Hilda's College, wo sie bis zu ihrer Pensionierung 1989 im Alter von 60 Jahren lehrte. Von 1981 bis 1988 war sie Vice Principal, 1987 war sie Präsidentin der Mathematical Association. 1990 wurde sie zum Commander of the Order of the British Empire (CBE) ernannt.